# Флавий Евсигний
Флавий Евсигний (лат. Flavius Eusignius) — римский политический деятель конца IV века.
В 383 году Евсигний занимал должность проконсула провинции Африка. В 386—387 годах он находился на посту префекта претория Италии и Иллирии. Евсигний состоял в переписке с Квинтом Аврелием Симмахом. Известно, что у него была собственность на Сицилии.